# Alisma lanceolatum
Espèce
Statut de conservation UICN

 LC  : Préoccupation mineure
 Alisma lanceolatum, le Plantain d'eau à feuilles lancéolées, est une espèce de plantes herbacées monocotylédones de la famille des Alismataceae.

## Statut
Cette plante est protégée dans le Nord-Pas-de-Calais.